# S-VHS
S-VHS (Super VHS) er en forbedret udgave af VHS-systemet. Den første S-VHS-maskine var JVC HR-S7000 i april 1987. Billedet fra et S-VHS-bånd har 420 lodrette linjer, hvor billedet fra et VHS-bånd har 250 lodrette linjer. S-VHS-båndet indsættes i kassetterummet i en S-VHS-maskine, som kan læse og skrive på et S-VHS- eller VHS-bånd. Lyden optages på et monospor og i stereo på samme område af båndet som billedet. I kasetterummet sidder et videohoved, som aflæser & -skriver 2 slags informationer fra båndet: kontrolinformation & lyd/videoinformation. Data og hovedet er i en 45 graders vinkel så dette læses skråt. Dette er gjort for at formindske størrelsen på båndet optimalt og kan visualiseres ved at sammenligne skråstreger og streger ved siden af hinanden:

////////// skråstreger (45 grader)
____________________ streger (0 grader)

S-VHS-systemet blev ikke særlig udbredt. Derfor blev der ikke udgivet mange film på S-VHS.
S-VHS-C- VHS-C- S-VHS- og VHS-bånd er ½ ″ (1,27 cm) brede.